# George Onslow, I conte di Onslow
George Onslow, I conte di Onslow (13 settembre 1731 – 17 maggio 1814), è stato un nobile e politico inglese.

## Biografia
Era figlio di Arthur Onslow, e di sua moglie, Anne Bridges. Frequentò la Westminster School e il Peterhouse College.

## Carriera politica
Onslow è stato membro del Parlamento per Rye (1754-1761) e per il Surrey (1761-1774). Divenne successivamente Comptroller of the Household e Treasure of the Household. Il 20 maggio 1776 fu creato Barone Cranley, di Imber Court nella contea di Surrey. L'8 ottobre 1776 succedette al cugino Richard Onslow, III barone Onslow come Barone Onslow. Fu ulteriormente onorato il 17 giugno 1801 quando fu creato Viscounte Cranley, di Cranley nella contea di Surrey e Conte di Onslow, di Onslow nella Contea del Shropshire.
Ha ricoperto la carica di Lord luogotenente del Surrey (1776-1814). Era Lord of the Bedchamber (1780-1814). Ottenne il grado di colonnello della cavalleria di Surrey.

## Matrimonio
Sposò, il 26 giugno 1753, Henrietta Shelley (1731–1802), figlia di Sir John Shelley. Ebbero cinque figli:
- Thomas Onslow, II conte di Onslow (15 marzo 1754 – 22 febbraio 1827);
- John Onslow (21 novembre 1755 – 4 febbraio 1757);
- Henry Onslow (9 febbraio 1757 – 25 luglio 1757);
- Edward Onslow (9 aprile 1758 – 18 ottobre 1829), sposò Marie Rosalie de Bourdeille, ebbero quattro figli;
- Henrietta Onslow (18 marzo 1760, morì in tenera età).